# تپه چم حسین
تپه چم حسین مربوط به هزاره اول (پیش از میلاد) - دوره پارت - دوره ساسانی - دوره اسلامی قرن ۶ تا ۸ ه.ق است و در شهرستان تکاب، بخش تخت سلیمان، دهستان ساروق، روستای داش قیزقاپان واقع شده است. این اثر در تاریخ ۳۰ دی ۱۳۸۵ با شمارهٔ ثبت ۱۶۷۶۷ به عنوان یکی از آثار ملی ایران به ثبت رسیده است.